# سيرهي فورونين
سيرهي فورونين (بالأوكرانية: Сергій Олександрович Воронін)‏ هو لاعب كرة قدم أوكراني في مركز الدفاع، ولد في 24 مارس 1987 في كييف في أوكرانيا. شارك مع منتخب أوكرانيا تحت 18 سنة لكرة القدم ومنتخب أوكرانيا تحت 19 سنة لكرة القدم. أما مع النوادي، فقد لعب مع دينامو كييف وليخيا غدانسك ونادي فولين لوتسك.

## وصلات خارجية
- سيرهي فورونين على موقع اتحاد أوكرانيا (الإنجليزية)
- سيرهي فورونين على موقع قاعدة بيانات كرة القدم.إي يو (الإنجليزية)
- سيرهي فورونين على موقع Soccerway.com (الإنجليزية)
- سيرهي فورونين على موقع عالم كرة القدم.نت (الإنجليزية)